# Paul Matting
Paul Matting (ur. 2 października 1859 w Kunowicach, zm. 22 września 1935 w Polanicy-Zdroju) – nadburmistrz Wrocławia w latach 1912–1918.

## Kariera samorządowa
Urodził się w rodzinie Hermana Mattinga, radcy ekonomicznego i dzierżawcy w Kunowicach koło Słubic (wówczas Frankfurt nad Odrą) i Augusty Krüger. Ożenił się z Australijką Bessie White. Po studiach prawniczych w Berlinie pracował w samorządzie gdańskim, był potem skarbnikiem miejskim w Szczecinie, a od 1895 II burmistrzem Charlottenburga. Wybrany nadburmistrzem Wrocławia po ustąpieniu Georga Bendera. Z racji urzędu był także członkiem pruskiej Izby Panów.

## Nadburmistrz Wrocławia

### Hala Stulecia
Choć sam Matting nie był inicjatorem budowy Hali (a nadburmistrzem został pół roku przed jej zakończeniem), to jednak jego największym sukcesem był udział w odsłonięciu Hali Stulecia 20 maja 1913. Wygłosił wtedy patriotyczne przemówienie, w którym nazwał ją „pomnikiem wyzwolenia ojczyzny i przestrogą dla przyszłych pokoleń”. Przemówienia Mattinga wysłuchało ponad pięć tysięcy gości, którzy po raz pierwszy przekonali się o doskonałej akustyce obiektu. Inicjatorem budowy Hali był Georg Bender, długoletni nadburmistrz Wrocławia w latach 1891–1912, który przekonywał, że Wrocław musi wkroczyć do grupy miast organizujących wystawy.
Zamiarem radnych było przypomnienie proklamacji króla Prus Fryderyka Wilhelma III („Do mojego ludu”) z 17 marca 1813, w której monarcha wzywał podanych, „Prusaków i Niemców”, do wspólnej wojny o wyzwolenie „spod obcych władców” i apelował o włączenie się społeczeństwa do walki przeciw Napoleonowi. Ponieważ Wilhelm II nie objął patronatem Wystawy Stulecia, niezadowolony z uczczenia proklamacji, a nie rocznicy bitwy pod Lipskiem, na inaugurację wydelegowano następcę tronu, księcia Prus Fryderyka Wilhelma.

### I wojna światowa
Okres sprawowania urzędu obejmował czas I wojny światowej, kiedy w mieście funkcjonował zarząd komisaryczny. Administracja samorządowa została podporządkowana władzom wojskowym 30 lipca 1914. Najważniejszym zadaniem samorządu było wyznaczenie punktów mobilizacji oraz zabezpieczenie zapasów żywnościowych dla 390 000 osób. Matting był obecny na uroczystości oddania do użytku w maju 1916 Hindenburgbrücke (dzisiejszych Mostów Warszawskich). Rewolucja listopadowa, będąca wynikiem nastrojów rewolucyjnych, ukształtowanych pod wpływem klęski i dużych strat wojennych, zniosła nie tylko konserwatywnego nadburmistrza Wrocławia, ale i wszystkich panujących w Niemczech. Matting, wybrany na dwunastoletnią kadencję, ustąpił 12 listopada 1918, jego obowiązki przejął burmistrz Hans Trentin, a 7 stycznia 1919 nadburmistrzem wybrano polityka z Niemieckiej Partii Demokratycznej (poprzedniczki FDP) Ottona Wagnera.

## Pobyt w Polanicy-Zdroju
Po przejściu na emeryturę Paul Matting przeprowadził się do najmłodszego śląskiego kurortu, Altheide-Bad (obecnie Polanica-Zdrój), który po zakupie w 1904 przez Georga Haasego, śląskiego króla piwa, szybko się rozwijał. Po śmierci żony ożenił się powtórnie, z pochodzącą z Wielkopolski Dorotheą Kowalczewski, siostrą rzeźbiarzy Paula Ludwiga i Karla Kowalczewskich. W Polanicy prowadzili arystokratyczny tryb życia, a Matting otworzył kancelarię notarialną. Ostatnią udokumentowaną obecnością Mattinga w życiu publicznym było jego przemówienie 16 lutego 1930 w czasie wprowadzenia na urząd pierwszego etatowego naczelnika gminy Altheide-Bad. Matting wskazał na trudności w pracy dla dobra gminy i podkreślił, że osoba kierująca gminą musi cieszyć się zaufaniem wszystkich jej obywateli.
Paul Matting zmarł 22 września 1935 i został pochowany na cmentarzu ewangelickim w Polanicy, który, po wojnie zdewastowany, w 2006 został odnowiony. Kamień nagrobny Mattinga z ułamanym krzyżem został ustawiony w głównej alei. Zachował się też kamień nagrobny jego żony, która w rzeczywistości zmarła w Berlinie po II wojnie światowej.
Po śmierci Mattinga Wrocław uczcił jego pamięć nadając w 1937 Ulicy nr 166 nazwę Mattingstrasse (obecnie ul. Weigla).

## Alexander Matting
Jeden z synów Paula, Alexander Matting (1897–1969), studiował odlewnictwo na Politechnice Wrocławskiej (Technische Hochschule Breslau), gdzie później został asystentem i w 1927 obronił pracę doktorską, a w 1935 habilitował się pracą pod tytułem Badania zginania i rozciągania się stali spawanych. Był naukowcem-metaloznawcą zajmującym się metalurgią i nowoczesnymi metodami spawania oraz jednym z twórców metody zgrzewania elektrycznego. W latach 1940–1943 był rektorem Uniwersytetu Technicznego im. Gottfrieda Wilhelma Leibniza w Hanowerze (Leibniz Universität Hannover). W czasie II wojny światowej Aleksander Matting zaangażował się w prace badawcze i produkcyjne na rzecz przemysłu zbrojeniowego, m.in. automatyczne spawanie najnowocześniejszej klasy U-Bootów typu XXI i produkcję rakiet V-2.